# Toyota bB
Der bB (im Japanischen ebenfalls bB geschrieben) wurde im Februar 2000 von dem japanischen Automobilhersteller Toyota auf den Markt gebracht. Die Zielgruppe waren junge Menschen Mitte der 20er, die im Alltag viel Platz brauchen und dennoch ein stylisches Auto haben wollten (ähnlich wie Vans, die in Japan sehr populär sind, jedoch weniger familiär). Die erste Generation basiert auf dem Toyota Vitz, der in Europa als Toyota Yaris verkauft wurde. Die Abkürzung bB steht für black Box.

## Modellübersicht

### Erste Generation

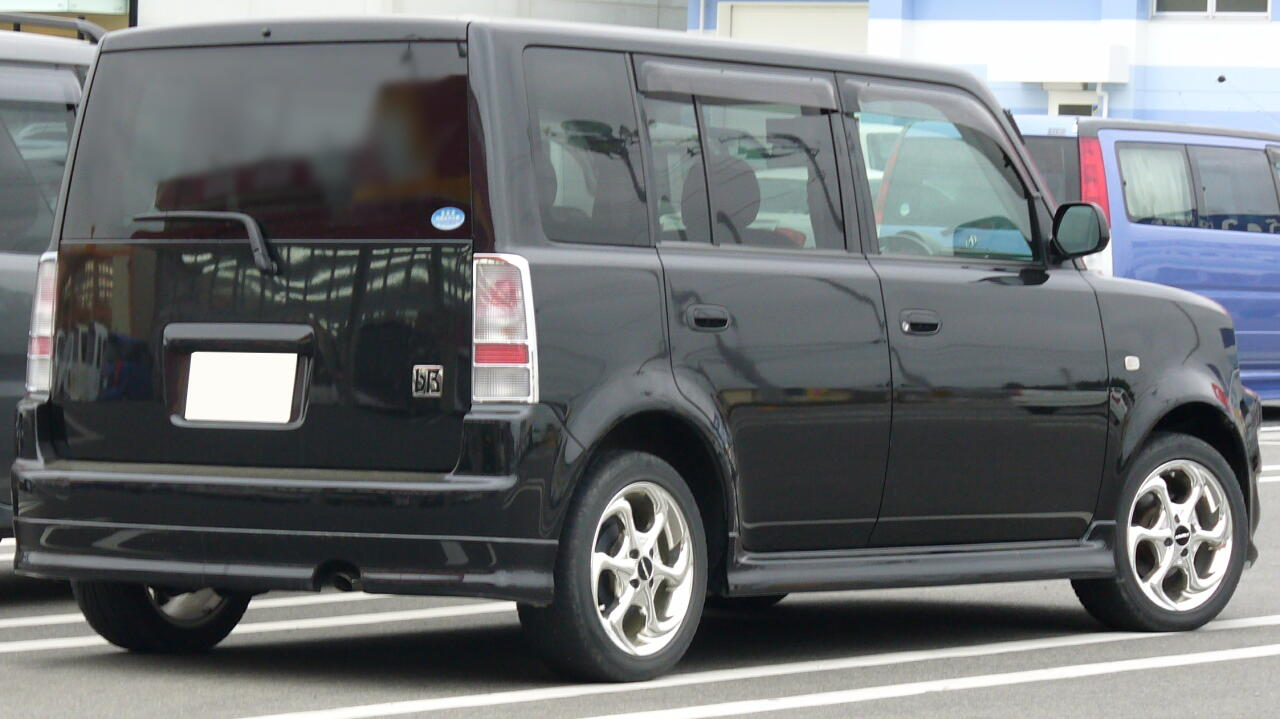
Toyota bB S

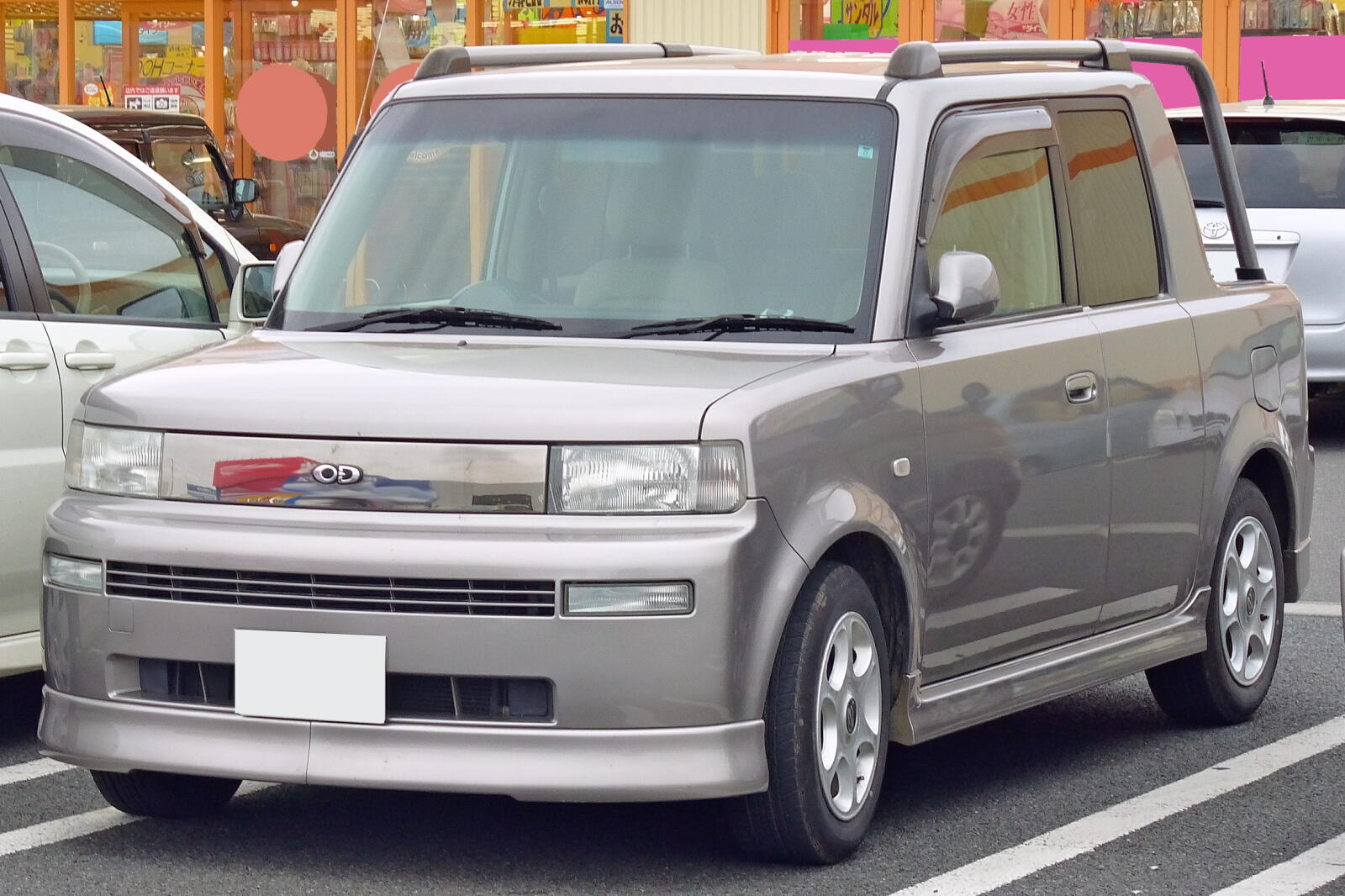
Toyota bB Open Deck V

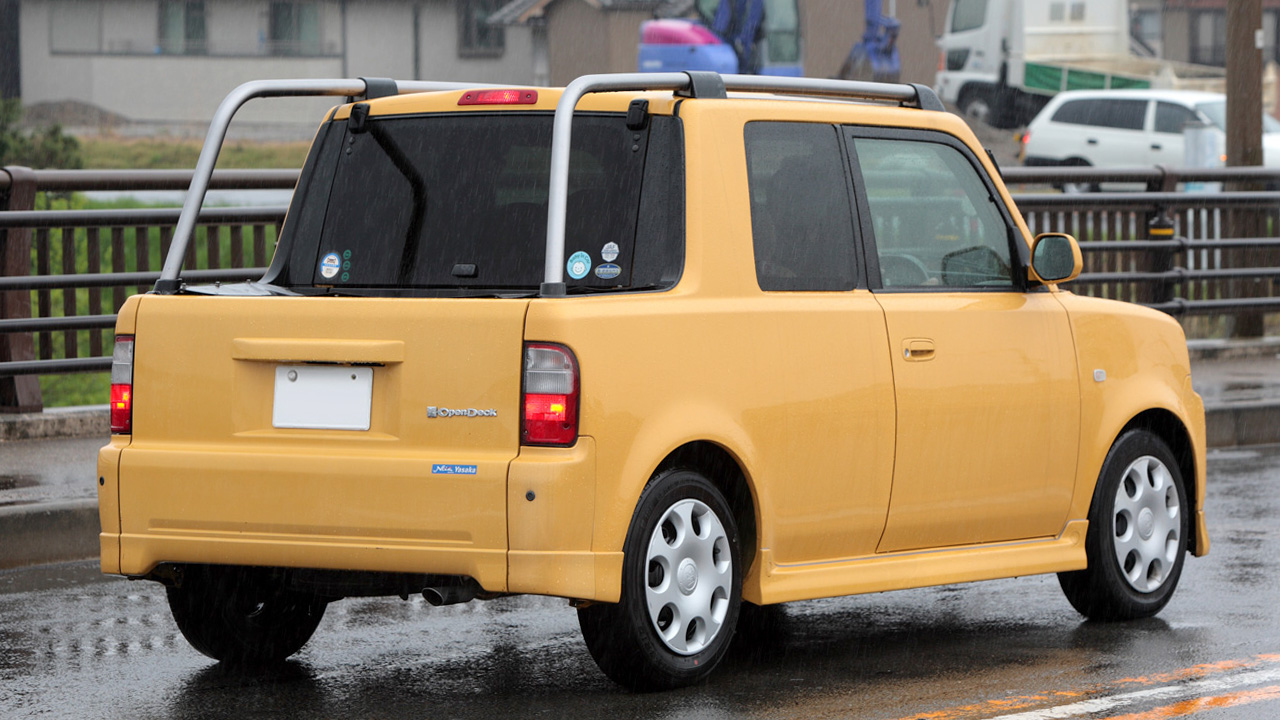
Toyota bB Open Deck S

Im Februar 2000 kam die erste Generation des Toyota bB auf den Markt. 2001 folgte dann die Version Toyota bB Open Deck, welche die beliebte Pick-up-Form in eine neue Fahrzeugklasse holte. 2004 wurde für den US-amerikanischen Markt, wo Toyota die Marke Scion betreibt, das Modell Scion xB auf den Markt gebracht das baugleich mit dem bB ist. Scion-Modelle, die in Japan produziert werden, sind ausschließlich für den Export bestimmt und werden in den Vereinigten Staaten verkauft. Hergestellt wurden alle drei Modelle von der japanischen Kanto Auto Works in der Iwate Plant nahe der Kleinstadt Iwate.
Zur Auswahl standen folgende Motorisierungen:
- 2NZ-FE mit einem Hubraum von 1298 cm³ und einer Leistung von 65 kW (88 PS)
- 1NZ-FE mit einem Hubraum von 1496 cm³ und einer Leistung von 77 kW (105 PS)

### Zweite Generation

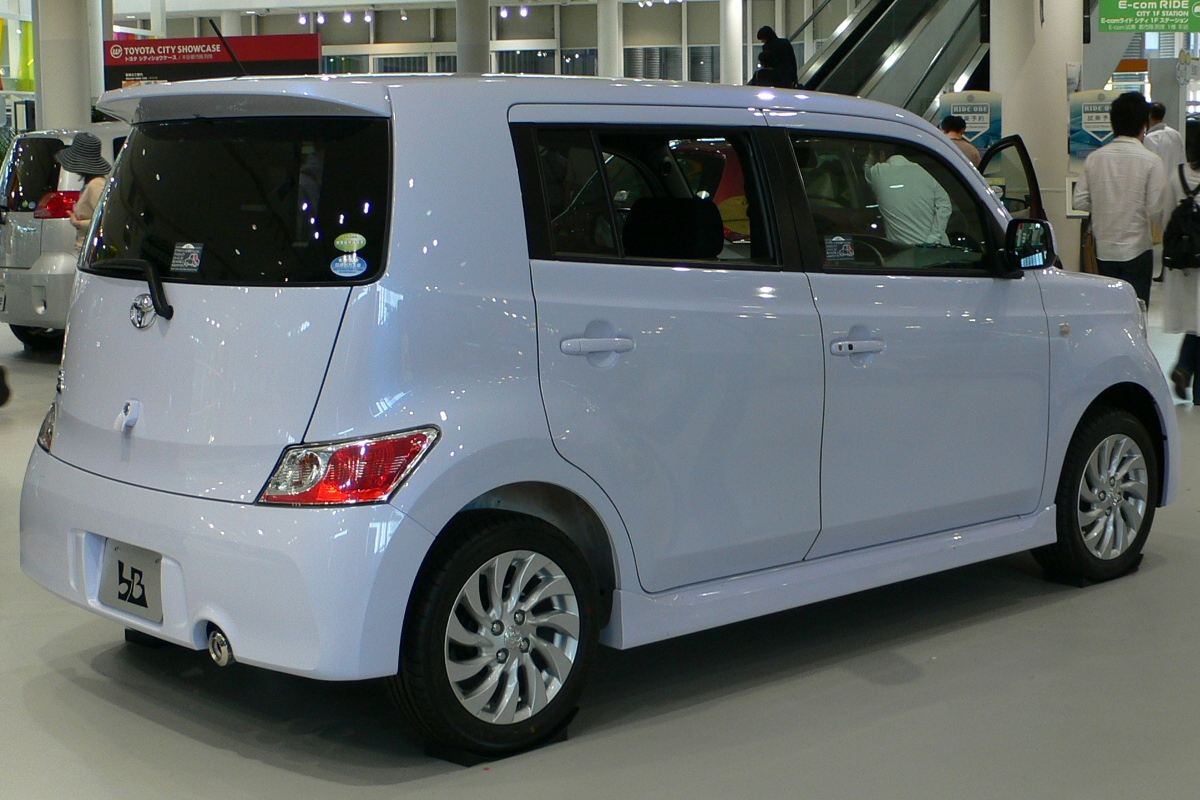
Toyota bB Aero・G

Die 2. Generation des Toyota bB, die 2005 auf den Markt kam, basiert auf dem Toyota Passo (Subaru Justy und Daihatsu Boon bzw. Sirion II), hat jedoch einen verlängerten Radstand bekommen. Schwestermodelle Daihatsu Materia (Europa ab 2007) bzw. der baugleiche Daihatsu Coo (Japan ab 2006) und der Subaru DEX (Japan 2008) folgten als weitere Schwestermodelle des Toyota bB QNC2*. Der Subaru DEX unterscheidet sich bis auf wenige Details nicht vom Daihatsu Materia/COO. Der markanteste Unterschied ist eine andere Frontstoßstange. Das für Amerika bestimmte Schwestermodell Scion xB kam ebenfalls auf den Markt, jedoch nicht auf Basis des Toyota bB QNC2*, sondern als kaum veränderte Variante des Toyota Corolla Rumion, der seit 2007 in Japan verkauft wird. Der Toyota bB hat gegenüber den Modellen von Daihatsu und Subaru mehrere markante Merkmale. So sind im Toyota bB eine andere Motorhaube, Stoßstange und Kotflügel verbaut und unterscheiden sich dadurch maßgeblich von den Schwestermodellen. Die Motorhaube schließt bündig mit den Scheinwerfern ab. Die hierzu verwendeten Frontscheinwerfer sind schmaler und wirken dadurch sportlicher. Die Heckleuchten haben ein anderes Innendesign. Ebenfalls gab es den bB ausschließlich mit Automatikgetriebe, anders als Daihatsu Coo/Materia und Subaru DEX, die auch mit Schaltgetriebe angeboten werden/wurden. Die 2. Generation wurde als „bB - the MusicBox“ beworben. Er hatte mehr Lautsprecher verbaut als normal in dieser Fahrzeugklasse. Die 2. Generation des bB wurde als Hauptkonkurrenz zu Honda Fit (in Europa Honda Jazz) und Nissan Cube auf den Markt gebracht. Ebenfalls ist statt 2 Einzelsitzen vorne eine 60/40 verschiebbare Bank verbaut. Viele Sonderausstattungen und Tuningvarianten werden ab Werk angeboten.
Folgende Motorisierungen stehen zur Auswahl:
- K3-VE mit einem Hubraum von 1297 cm³ und einer Leistung von 68 kW (92 PS)
- 3SZ-VE mit einem Hubraum von 1495 cm³ und einer Leistung von 80 kW (109 PS)
  - Die Leistungsangaben können sich je nach Verkaufsland von den o.a. Werten abweichen. So haben Modelle in Österreich 67 kW (91 PS) [K3-VE] bzw. 76 kW (103 PS) [3SZ-VE]

Das Modell bB von Toyota wird über die Händlermarke „Netz“ vertrieben.

## Unterschiede Toyota und Daihatsu
- modified-materia